# Marina Wilke
Marina Wilke, född den 28 februari 1958 i Berlin i Tyskland, är en östtysk roddare.
Hon tog OS-guld i åtta med styrman i samband med de olympiska roddtävlingarna 1980 i Moskva.